# 開羅鎮區 (密蘇里州蘭道夫縣)
開羅鎮區（英語：Cairo Township）是位於美國密蘇里州蘭道夫縣的一個行政鎮區。

## 地方資料
開羅鎮區的面積為111.84平方千米，當中陸地面積為110.01平方千米，而水域面積為1.82平方千米。根據2020年美國人口普查的數據，當地共有人口1250人，而人口密度為每平方千米11.18人。